# 浜本光紹
浜本 光紹（はまもと　みつつぐ、1969年 - ）は、東京都出身の日本の経済学者・獨協大学教授。専門は環境経済学。経済学博士（京都大学・1998年）。学位論文は「環境規制と企業行動　―日本における環境政策選択と企業の動学的対応に関する考察―」。

## 略歴
- 1969年 - 東京都生まれ
- 1993年 - 京都大学経済学部卒業
- 1998年 - 京都大学大学院経済学研究科博士課程修了
- 1999年 - 獨協大学経済学部経済学科専任講師
- 2003年 - 獨協大学経済学部経済学科助教授

## 著書

### 単著
- 排出権取引制度の政治経済学、有斐閣、2008年

### 分担執筆
- 「ポーター仮説」『環境経済・政策学の基礎知識』所収、有斐閣、2006年

## 論文
- 「地方自治体の地球温暖化対策と排出量取引」獨協大学環境共生研究所『環境共生研究』第2号、2009年
- “Environmental Regulation and the Productivity of Japanese Manufacturing Industries”，Resource and Energy Economics, 28(4)，2006
- 「地域環境保全における排出権取引の適用可能性と課題―コロラド州ボールダー・クリークの事例を中心に―」『滋賀大学環境総合研究センター研究年報』第2巻第1号、2005年

他多数